# Arcos de las Salinas (kommun)
Arcos de las Salinas är en kommun i Spanien.   Den ligger i provinsen Provincia de Teruel och regionen Aragonien, i den östra delen av landet, 230 km öster om huvudstaden Madrid. Antalet invånare är 105. Arean är 113 kvadratkilometer. Arcos de las Salinas gränsar till Puebla de San Miguel.
Terrängen i Arcos de las Salinas är lite bergig.